# Uesugi Norizane
Uesugi Norizane est un nom japonais traditionnel ; le nom de famille (ou le nom d'école), Uesugi, précède donc le prénom (ou le nom d'artiste).
Uesugi Norizane (上杉 憲実, 1410-22 mars 1466) est un samouraï du clan Uesugi qui occupe plusieurs postes importants du gouvernement du Japon durant l'époque Muromachi.
Shugo (gouverneur) des provinces d'Awa et de Kōzuke, il est nommé kanrei (envoyé du shogun dans la région de Kantō) en 1419 comme assistant du Kantō kubō, Ashikaga Mochiuji. Lorsque Mochiuji se révolte contre le shogunat et attaque directement Norizane, celui-ci se plaint au shogunat et s'enfuit dans la province de Kōzuke. Il rentre à Kamakura en 1439 après la mort de Mochiuji. Norizane, en tant que Kantō kanrei, contrôle à présent le Kantō en l'absence d'un Kantō kubō; à partir de ce moment, le kanrei est l'envoyé direct du shogun, le kubō n'étant plus qu'un vain titre.
Norizane quitte peu après ce poste au profit de son frère Uesugi Kiyotaka et se fait moine bouddhiste. Au cours de sa vie, il est le chef de l'académie Ashikaga et contribue à en agrandir la bibliothèque.

## Source de la traduction
- (en) Cet article est partiellement ou en totalité issu de l’article de Wikipédia en anglais intitulé « Uesugi Norizane » (voir la liste des auteurs).